# Марга Лопес
Марга Лопес (ісп. Catalina Margarita López Ramos; 21 червня 1924, Сан-Мігель-де-Тукуман, Аргентина — 4 липня 2005, Мехіко, Мексика) — мексиканська акторка.

## Вибрана фільмографія
- 1951 — Дівчата в уніформі / Muchachas de uniforme — Лусіла
- 1953 — Євгенія Гранде / Eugenia Grandet — Євгенія Гранде
- 1957  — Лист незнайомої / Feliz año, amor mío — Марія
- 1959 — Назарін / Nazarin — Беатріс
- 1966 — Час помирати / Tiempo de morir — Маріанна Сампедро
- 1971 — Вчитель / El profe — Ортенсія
- 1968 — Навіть вітер може боятися / Hasta el vienti tiene miedo — Бернарда
- 1995 — Алондра (телесеріал) / Alondra — Летисія дель Босх
- 1995—1996 — Узи кохання (телесеріал) / Lazos de amor — Мерседес Ітурбе
- 1997 — Жінка, випадки з реального життя (телесеріал) / Mujer, casos de la vida real — 1 епізод
- 1998—1999 — Привілей кохати (телесеріал) / El privilegio de amar — Ана Хоакіна Веларде
- 2000 — Дім на пляжі (телесеріал) / La casa en la playa — Серена Рівас